# Thon-Samson
Pour les articles homonymes, voir Thon (homonymie) et Samson (homonymie).
Thon-Samson (en wallon Ton, pour l'ancienne commune, et Sanson, considéré comme hameau) est une section de la ville belge d'Andenne située en Région wallonne dans la province de Namur.
C'était une commune à part entière avant la fusion des communes de 1977.
Elle fait partie de l'association qui regroupe les plus beaux villages de Wallonie.

## Géographie

### Situation et description
Thon et Samson sont deux villages proches communiquant entre eux par la rue de Thon. Ces deux localités sont principalement constituées d'habitations en pierre calcaire.
Le village de Thon se situe dans un vallon au sud de la colline boisée du Pelé Tienne. Il s'articule autour de la rue de Thon où se trouvent l'institut Sainte-Begge (école fondamentale), l'église Saint-Remi et le château-ferme. Le village comprend les lieux-dits Sur le Try et Au Trou perdu.
Samson étire ses habitations le long de la vallée du Samson, rivière qui se jette quelques hectomètres plus au nord dans la Meuse en face du village de Namêche. Le village s'est implanté sur les deux rives de la rivière : sur la rive droite, la rue de Gramptinne (route nationale 942 vers Goyet) longe le cours d'eau sous les rochers de Samson et la vieille forteresse et, sur la rive gauche, la rue de Samson comprend le noyau ancien du village. Une passerelle relie les deux parties de la localité.

## Évolution démographique
- Source: DGS, 1831 à 1970=recensements population, 1976= habitants au 31 décembre

## Patrimoine et culture

### Patrimoine
- La forteresse de Samson dont quelques ruines subsistent (principalement une tourelle ronde d'angle et la muraille sud de la fortification haute et une base de tourelle ronde de la fortification basse). Cette forteresse trouverait son origine vers le milieu du IVe siècle puis a été réaménagée par les Francs et les Mérovingiens avant d'être détruite sur ordre du roi Charles II d’Espagne en 1690. Elle s'accroche aux rochers de Samson se dressant sur la rive droite et le versant nord du Samson[1]. Ce site repris sur la liste du patrimoine immobilier classé d'Andenne ne se visite pas.
- L'église Saint-Remi, de style classique, datée de 1780 a la particularité d'avoir sa tour élevée derrière le chevet semi-circulaire[2]’[3].
- Le château-ferme de Thon situé en face de l'église Saint-Remi. Ancien siège d'une seigneurie foncière cité depuis le XVIe siècle, des Moreau, au XVIIe siècle, des Nollet et des Rahier qui réunirent à la seigneurie hautaine[4].
- Chapelle Saint-Roch, rue Saint-Roch. Datant de 1849 en style néo-classique[5].
- Le château des Forges, une demeure classique du troisième quart du XVIIIe siècle réalisée en moellons de calcaire chaulés, remaniée par une grosse tour du XXe siècle et par deux forges l'une fortement remaniée et l'autre presque reconstruite au XXe siècle[6].
- La ferme en pierre calcaire du XVIIIe siècle située au no 4 de la ruelle aux Pierres à Thon caractérisée par l'étagement sur la pente des volumes successifs de ses annexes[7].
- L'ensemble formé par les rochers dits Les demoiselles au hameau des Forges dans la vallée du Samson est repris sur la liste du patrimoine immobilier classé d'Andenne.

## Galerie

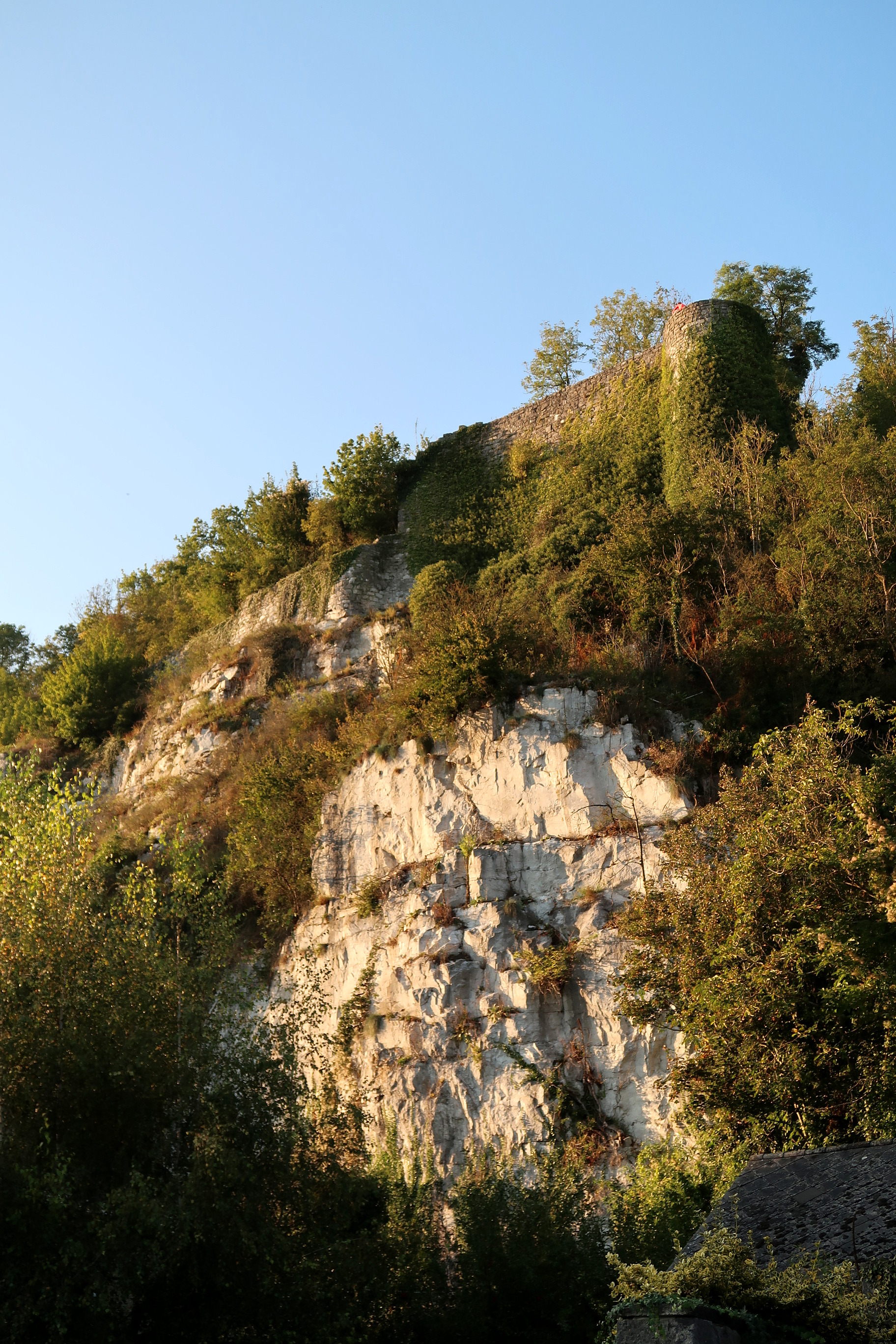
Forteresse de Samson.
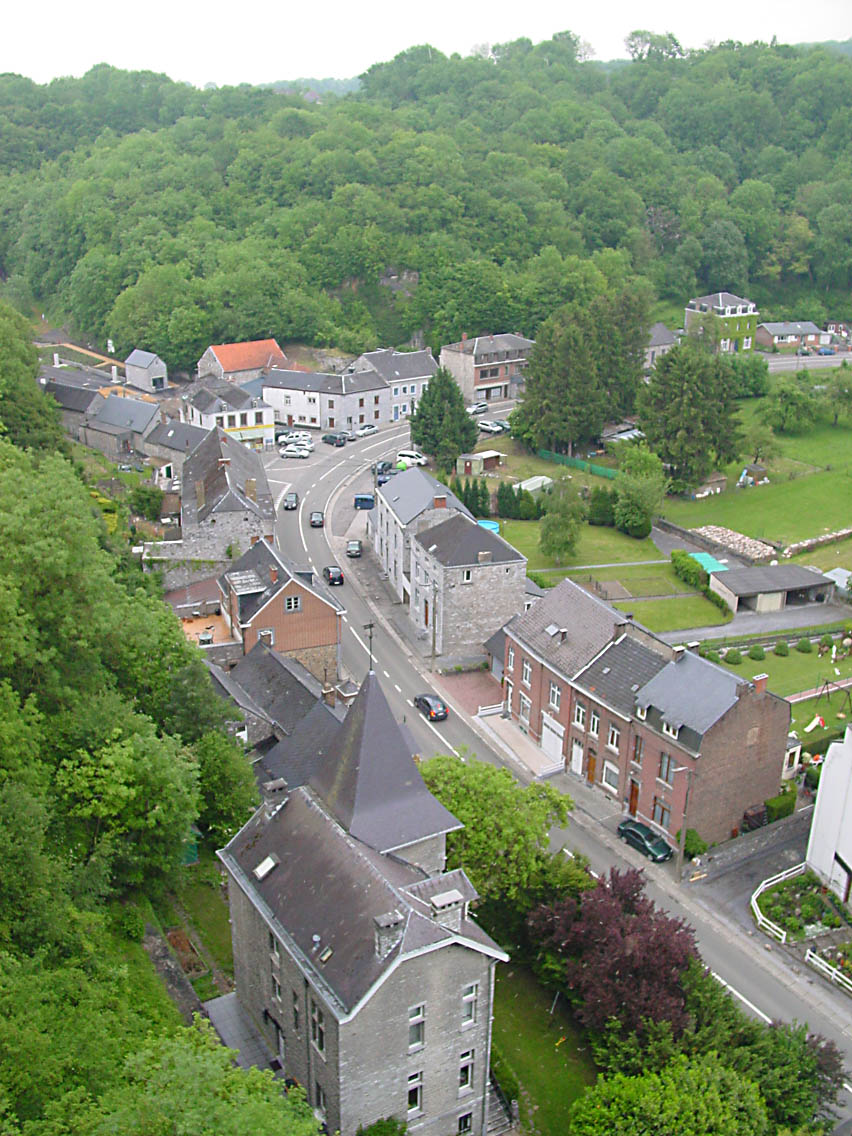
Samson depuis la forteresse.
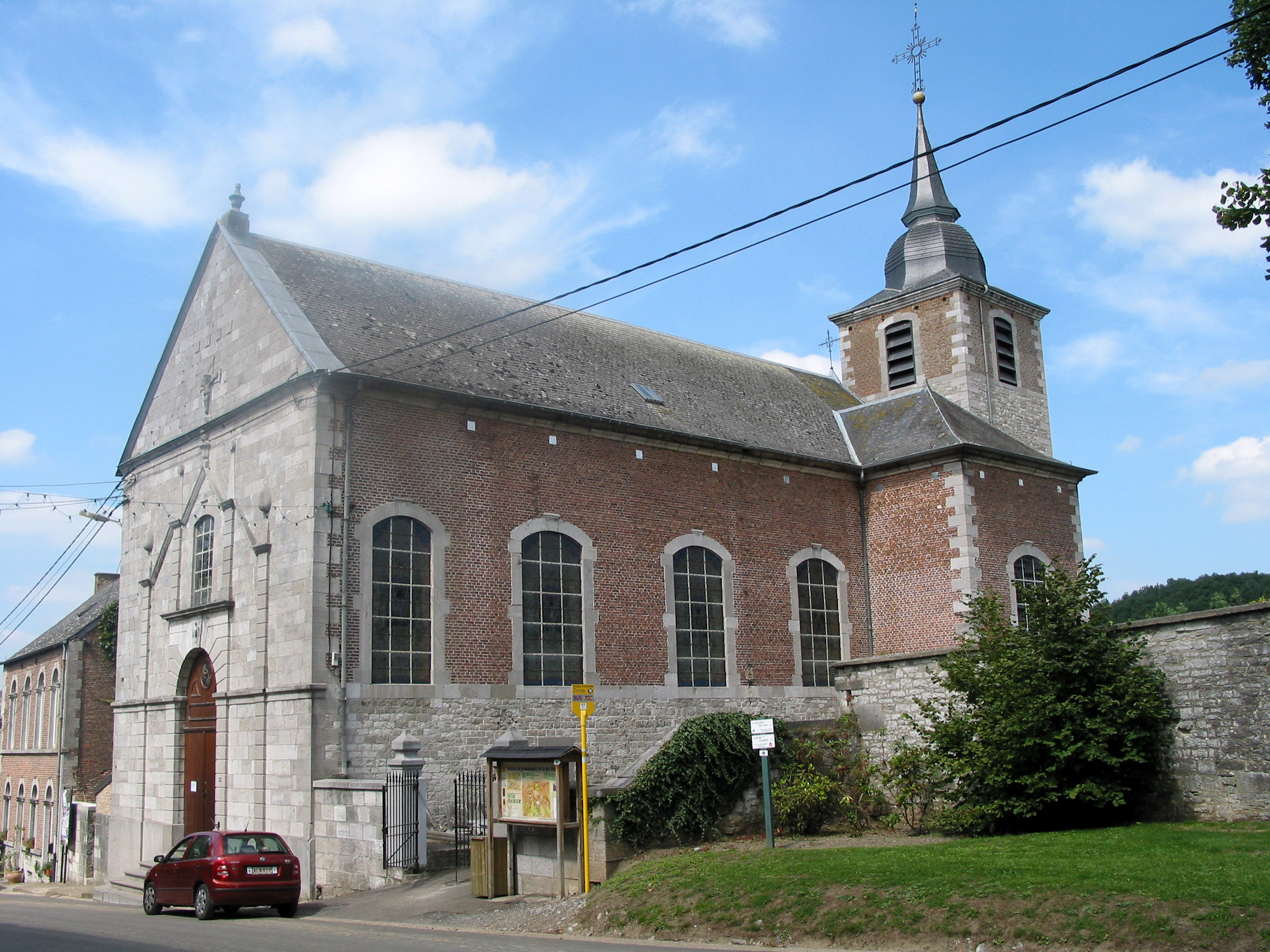
L'église Saint-Rémy de Thon.
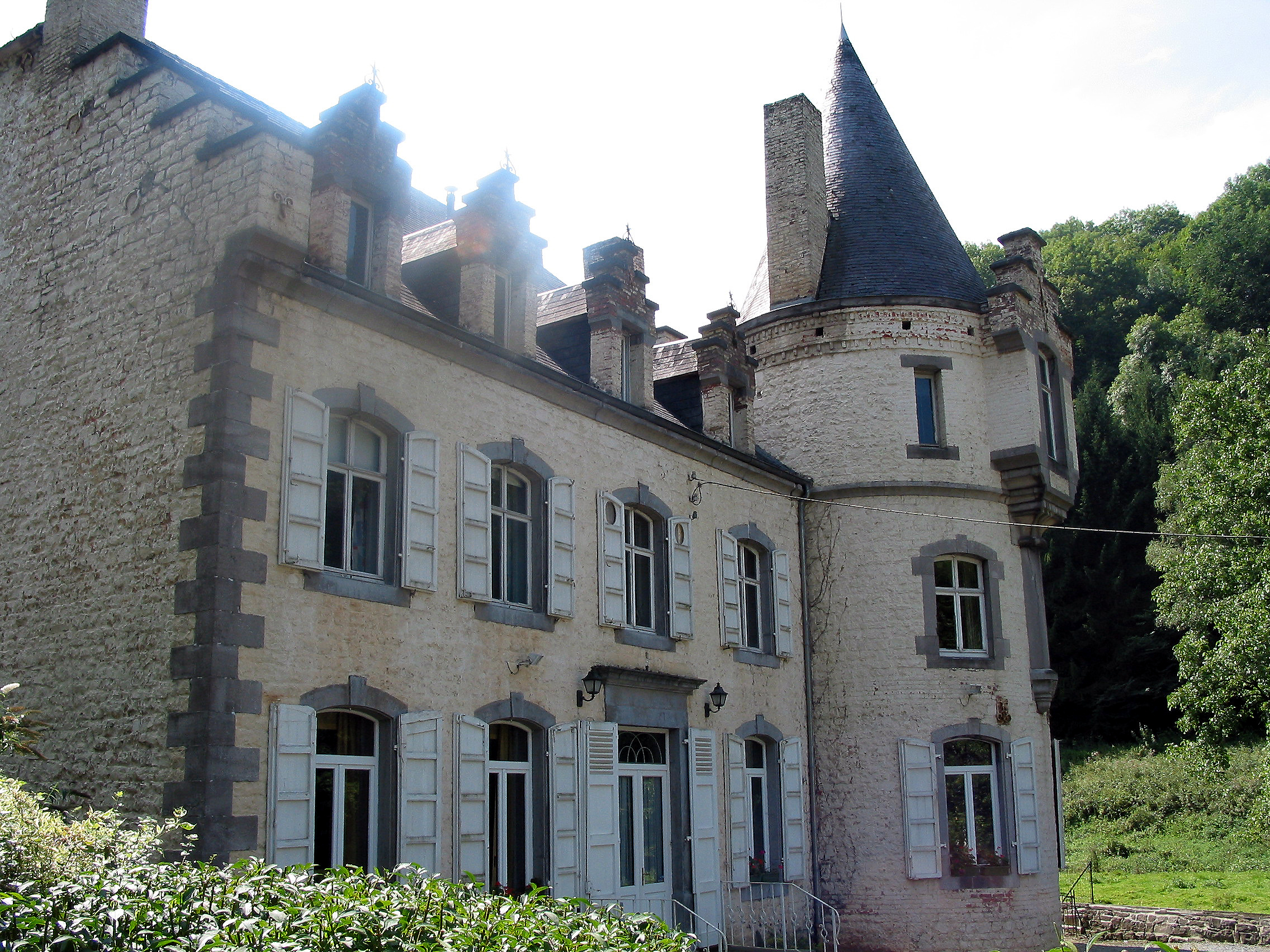
Le château des Forges.